# Puciltón Uno
Puciltón Uno är en ort i Mexiko.   Den ligger i kommunen Yajalón och delstaten Chiapas, i den sydöstra delen av landet, 800 km öster om huvudstaden Mexico City. Puciltón Uno ligger 874 meter över havet och antalet invånare är 193.
Terrängen runt Puciltón Uno är varierad. Runt Puciltón Uno är det ganska tätbefolkat, med 56 invånare per kvadratkilometer. Närmaste större samhälle är Yajalón, 3,0 km söder om Puciltón Uno. I omgivningarna runt Puciltón Uno växer i huvudsak städsegrön lövskog.